# Alexei Wladimirowitsch Abutkow
Alexei Wladimirowitsch Abutkow (er verwendete selbst in Argentinien den Namen Alejo Vladimir Abutcov, russisch Алексей Владимирович Абутков; getauft am 28. Februarjul. / 12. März 1875greg. in Tschebotajewka, Ujesd Buinsk, Russisches Kaiserreich, heute Oblast Uljanowsk, Russland; † 25. August 1945 in General Alvear, Provinz Mendoza, Argentinien) war ein russischer Komponist und Musikpädagoge. Er gründete als Pionier des Musikunterrichts in Argentinien 1928 ein Musikkonservatorium in der Stadt General Alvear in der Provinz Mendoza, nachdem er schon 1918 ein Volkskonservatorium in Simbirsk gegründet hatte. Er war Tolstojaner.

## Leben

### Zeit in Russland, 1875 bis 1920
Abutkows Familie von Adligen und Grundbesitzern. Seine Eltern waren der Wirkliche Staatsrat Wladimir Nikolajewitsch Abutkow und dessen Frau Alexandra Alexejewna Abutkow. Neben dem Generalmajor Nikolai Wladimirowitsch Abutkow (1873–1920), Stabschef der Weißen Bewegung, hatte er noch drei weitere Brüder: Pawel, Wsewolod und Jewgeni. Als adlige Familie besaßen sie ausgedehnte Ländereien. Alexei erhielt nach eigener Erinnerung im Alter von sieben Jahren den ersten Klavierunterricht. Zwischen 1884 und 1892 besuchte er das Gymnasium in Simbirsk. 1893 schrieb er sich an der Rechtswissenschaftlichen Fakultät der Universität Moskau ein. In Moskau nahm er Unterricht bei Paul Pabst. 1896 schloss er sein Studium ab. Zunächst ging er nach Simbirsk zurück und begann seine Beamtenlaufbahn. 1897 nahm er eine Stelle als Gouvernementssekretär (Klasse XII) in Sankt Petersburg an. Er nahm am Russisch-Japanischen Krieg teil und erhielt 1908 den Russischen Orden der Heiligen Anna dritter Klasse verliehen. 1914 wurde er Kollegienrat (Klasse VI). Neben seinem Beruf studierte er von 1899 bis 1907 am Sankt Petersburger Konservatorium. Unter seinen Lehrern waren Nikolai Feopemptowitsch Solowjow, Alexander Glasunow, Nikolai Rimski-Korsakow, Liberi Antonowitsch Sakketti (1852–1916) und Anatoli Liadow. Er lernte Leo Tolstoi kennen und war mit ihm befreundet. Er lebte kurze Zeit in Deutschland und studierte Instrumentation bei Engelbert Humperdinck. Nach dem Abschluss als Свободный_художник [Freier Künstler] am Konservatorium unterrichtete er bis 1913 an der Musikschule der Hofkapelle in Sankt Petersburg Klavier, Harmonielehre und Kontrapunkt. Andere Dozenten waren Rimski-Korsakow, Sergei Michailowitsch Ljapunow, Liadov und Mili Balakirew. In dieser Zeit verfasste er Руководство к изучению контрапункта, канона и фуги [Ein Leitfaden für das Studium von Kontrapunkt, Kanon und Fuge] für seine Schüler und mehrere Chorwerke. Arbutkow sprach perfekt Esperanto und spezialisierte sich später auch auf Ido. Ihm soll ein Lehrstuhl für Esperanto angeboten worden sein, den er aber abgelehnt hatte. Nach der Oktoberrevolution kehrte er nach Simbirsk zurück. Hier gründete er 1918 ein Volkskonservatorium und wird dessen Direktor. Nach einigen Quellen wurde er im November 1919 wegen antisowjetischer Aktivitäten verhaftet nach anderen erst im Januar 1920. Laut seinen eigenen Erinnerungen waren die Anklagepunkte seine Nähe zu den Tolstoianern, und dass sein Bruder Generalmajor Nikolai Wladimirowitsch Abutkow ein hoher Offizier der Weißen Bewegung war. Wladimir Grigorjewitsch Tschertkow verhalf ihm zur Flucht aus dem Gefängnis.

### Exil, Zeit in Argentinien
Im Juli 1922 hielt sich Abutkow in Varna auf. Hier war er Mitglied des Bulgarischen Verbands der Berufsmusiker. Nach einem Aufenthalt in Frankreich reiste er mit einem musikalischen Ensemble nach Südamerika. Im März 1923 gelangte er nach Buenos Aires. Er konzertierte mit einer russischen Opernkompanie als Dirigent in Uruguay und Chile. In Buenos Aires unterrichtete er an verschiedenen Musikinstituten wie dem Conservatorio Rossini und Filarmónica Zaslawsky und gab privaten Musikunterricht. Er arbeitete als Pianist in Cafés und Restaurants der Stadt. Im September 1924 kaufte er sich ein Anwesen in San Pedro del Atuel im heutigen Departamento General Alvear (Mendoza). Er wollte eine tolstoianische Kolonie aufbauen, um die philosophischen Lehren Lew Tolstois, wie Ruhe, Askese und Vegetarismus, zu verbreiten, was ihm nicht gelang. Er baute ein Haus, bestellte das Land, züchtete Bienen und unterrichtete die ansässigen Kinder in Mathematik und Musik. Zwischen 1925 und 1926 veröffentlichte er einige Artikel in anarchistischen Zeitungen in Buenos Aires. 1928 gründete er das Conservatorio „Schubert“ in der Stadt General Alvear, das erste Musikkonservatorium im Süden Mendozas. Als einziger Lehrer bildete er mehr als 160 Schüler aus. Er unterrichtete Klavier, Harmonium, Violine, Viola, Cello, Gitarre, Mandoline, Bandoneon, Akkordeon, Posaune, Gesang, Musiktheorie, Musikgeschichte und Komposition. Die Lehrpläne entsprachen denen der europäischen Konservatorien. Es wurde an das Musikinstitut Santa Cecilia in Buenos Aires angegliedert, so dass die Schüler offizielle Abschlusszertifikate erhielten. Jedes Jahr veranstaltete er Konzerte mit seinen Schülern. Er war Anhänger der 1937 in Spanien gegründeten, antifaschistischen SIA Solidaridad Internacional Antifascista und versuchte eine lokale Gruppe zu bilden. Juan Bautista Bairoletto (1894–1941), genannt der argentinische oder kreolische Robin Hood, fand auf Abutkows Finca Unterschlupf. Am 25. August 1945 starb Abutkow in General Alvear an einer Urämie. Da er keinen Nachfolger für die Arbeit am Konservatorium hatte, endete dessen Existenz ersatzlos mit Abutkows Tod.
Abutkow war mit Natalia Rykova verheiratet. Bei seiner Auswanderung war er schon verwitwet. Beide hatten einen gemeinsamen Sohn. 1996 wurde er von den russischen Behörden rehabilitiert.

## Werke (Auswahl)
Abutkow verfasste ungefähr 400 Kompositionen, von denen 327 eine Opuszahl besitzen. Nur etwa 10 % davon sind bis jetzt wiederentdeckt worden.

### Werke mit Opuszahl
- Lieder ohne Worte op. 1, I Romanze II Barcarole III Studie (verschollen) IV L’Adieu [Der Abschied]
- Lieder für Gesang und Klavier op. 2, I Мой маленький друг [Mein kleiner Freund] II Придешли с новою весной [Komm mit dem neuen Frühling] III Свежесть утра [Morgenfrische]
- Fünfer Lieder op. 3
- Andante für Violoncello und Klavier op. 4
- Drei Klavierstücke op. 5 I Etüde II Nocturne III Scherzo
- Trio für Klavier, Violine und Violoncello op. 6
- Lieder für Gesang und Klavier op. 7
- Kompositionen für gemischten Chor op. 8 I Ти печална [Du bist traurig] II Весенния воды [Quellwasser] (verschollen) III Звездна полунощ [Mitternachtsstern]. Text: Boris Pawlowitsch Nikonow. I und III aufgenommen vom Coro de Egresados Martín Zapata unter Leitung von Diego Bosquets.
- Tristesse et joie (obertura de concierto para orquesta sinfónica) [Traurigkeit und Freude, Konzertouvertüre für Sinfonieorchester] op. 9
- Klavierstücke op. 10, I Petite valse [Kleiner Walzer] II Scherzino III Prelude
- 10 Lieder op. 12. Text: Alexei Wassiljewitsch Kolzow (Digitalisat beim IMSLP)
- Acht Volkslieder op. 13
- Великое дело [Große Tat] op. 14, 4 Fassungen. 1. gemischter Chor mit Klavierbegleitung 2. vierstimmiger Männerchor a cappella 3. dreistimmiger Frauenchor mit Klavierbegleitung 4. dreistimmiger Kinderchor mit Klavierbegleitung
- Der 19. Februar op. 15, 3 Fassungen. 1. gemischter Chor mit Klavierbegleitung 2. vierstimmiger Männerchor a cappella 3. dreistimmiger Kinderchor mit Klavierbegleitung
- Lettisches Lied für Männerchor mit Klavier- oder Orgelbegleitung op. 16
- Allegro de concert für Klavier op. 17
- Klavierstücke op. 18, I Marsch II Walzer III Polnisch. III auch als Orchesterfassung
- Память вечная вам, братья! [Ewige Erinnerung an Euch Brüder] op. 19, 1912 Zwei Fassungen: 1. Gemischter Chor und Streicher, 2. Gemischter Chor und Klavier Erinnerungen an den vaterländischen Krieg 1812
- Drei Lieder für Männerstimmen mit Klavierbegleitung op. 23
- Zwei dreistimmige Kanons op. 28
- Грези о минувшьем [Träume der Vergangenheit] für Klavier op. 29
- Danse russe composée sur les motifs populaires [Russischer Tanz komponiert nach beliebten Motiven] op. 172
- Duo für zwei Violinen mit Klavierbegleitung op. 326
- Elegiefür Klavier op. 327, publiziert in Buenos Aires 1938

### Werke ohne Opuszahl
- Klaviertrio
- Rai i Peri [Paradies und Peri], Kantate für vierstimmigen gemischten Chor, vier Solisten und Klavier, aufgenommen vom Coro de Egresados Martín Zapata unter Leitung von Diego Bosquets.
- Под музику für Gesang und Klavier (verschollen)
- Свежеватая утра, роз дижане für Gesang und Klavier
- Тихо все [Ruhe alles] für Männerchor
- сказка [Märchen] für Klavier
- молитва [Gebet] für Klavier
- Romanza für Violoncello (verschollen)
- Schottisches Lied für Violine und Klavier (verschollen)
- Barcarole für zwei Violinen (verschollen)
- Danza rústica eslava für zwei Violinen (verschollen)
- Tag der Musik (22. November), Festmarsh für Klavier
- Erinnerungen an den vaterländischen Krieg 1812, Suite für Streichorchester, 1912

### Theoretische Werke
- Руководство к изучению контрапункта, канона и фуги [Ein Leitfaden für das Studium von Kontrapunkt, Kanon und Fuge], 1912

Als Manuskript:
- Manual de armonía [Manual über Harmonie]
- Tratado de estética [Traktat über Ästhetik]
- Enciclopedia Musical
- Historia musical

## Rezeption und Wiederentdeckung
2005 wurde das leerstehende Haus Abutkows in Carmenco untersucht. Man fand neben Zeitungsausschnitten und Akten diverses Notenmaterial. Der argentinische Musikwissenschaftler Diego Bosquet von der Universidad Nacional de Cuyo widmet sich der Erforschung des Lebens und Werks Abutkows. Auch die russische Musikwissenschaftlerin Galina Michailowna Malinina beschäftigt sich der Arbutkin-Forschung. Abel Cassanelli und Diego Bosquet produzierten den Dokumentarfilm Abutcov über Leben, Werk und Wiederentdeckung Abutkows. Bosquet veranstaltete Konzerte, unter anderem mit dem Coro de Egresados Martín Zapata, um die Werke Abutkows der Öffentlichkeit vorzustellen. Die Arbeiten Bosquets werden von der Dirección de Patrimonio Cultural de la Provincia Mendoza und der Universidad Nacional de Cuyo unterstützt. Die Ausstellung Alejo Abutcov: de San Petersburgo a San Pedro del Atuel [Von Sankt Petersburg nach San Pedro del Atuel] ergänzte eine Konzertreihe mit Werken des Komponisten.

## Einspielungen
- Alejo Abutcov: Obras corales. Coro de Egresados Martín Zapata. Leitung: Diego Bosquets. Folgende Werke befinden sich auf der CD: Rai i Peri, op. 8 Nr. 1 und 3, op. 14, op. 15 und op. 19